# Allium telmatum
Allium telmatum (лат.) — вид растений из рода лук, открытый в 2009 году, и являющийся эндемиком Хорватии. Видовой эпитет относится к греческому слову «telma», что означает «болото». Типовая локация находится на севере Далмации, на острове Вир, где 4 сентября 2007 года нашли его образец. Allium stellatum растет в прибрежных солончаках на краю периодически затопляемых участков.

## Описание
Луковица яйцевидная, 15-25×10-15 мм, с наружными сердцевидными оболочками, черно-сероватыми, с другими внутренними перепончатыми оболочками беловатого цвета. Стебель 30-40 см высотой, цилиндрический, голый, прямостоячий, половина его длины покрыта листовыми оболочками, вставленными снаружи в луковицу. Листьев 3-4, зеленого цвета, 5-ребристые (пятиугольные в поперечном сечении), длиной 10-15 см.
Ширина листьев 2-2,5 мм. Лопатка стойкая, с двумя неравными клапанами, длиннее соцветия, обычно односторонняя (иногда сросшаяся у основания с одной стороны), более крупная 7-нервная и длиной 6-12 см, меньшая 5-нервная и длиной 2,5−7 см. Соцветие слабое и остроконечное, 10-28-цветковое; цветоножки неравные, 10-40 мм длиной. Околоцветник колокольчатый, с равными листочками околоцветника, бело-розоватый, с пурпурным оттенком, эллиптический, на верхушке верхушечный, длиной 5,5−6 мм, внутренние 3 мм шириной, наружные 3,2−3,5 мм шириной, средняя жилка пурпурная. Тычинки, по крайней мере внутренние, выступающие из перигона с простой нитью, сверху пурпурные, снизу белые,
неравные, наружные 2,2−3 мм длиной, внутренние 3,6−4 мм длиной, внизу соединяются в кольцо высотой 1-1,2 мм; пыльники бело-желтоватые, с оттенком с розовым, продолговато-эллиптические, 1,5−1,6×0,8−0,9 мм, закругленные на вершине. Завязь обратнояйцевидная, суженная у основания, зеленая, сверху бугорчатая, 3,5−3,7×2 мм; семена белые, 0,8−1,2 мм. Капсула трехклапанная, обратнояйцевидная, 4,5−5×3,7−4,2 мм, зеленая. Allium stellatum имеет осенний период цветения, начиная с раннего сентября по начало ноября. Этот онтогенетический цикл также наблюдался на культурных растениях. A. telmatum также демонстрирует вегетативный режим размножения через луковицы, локально образуя рассеянные плотные пучки.

### Анатомия листа
Поперечное сечение листа A. telmatum имеет пятиугольный контур. Хорошо развитая и слегка зубчатая кутикула покрывает эпидермис. Устьица многочисленны и распределены по всему периметру. Частоколообразная ткань обыкновенная и компактная, расположена в виде двухслойных цилиндрических клеток; наружный слой обычно имеет более крупные клетки. Губчатая ткань компактная, с более или менее неправильными клетками снаружи и свищевой во внутренней части. В периферической части губчатой ткани находится несколько секреторных каналов. Сосудистых пучков 16-19, из которых 10-11 являются абаксиальные (третий самый большой) и 7-8 — адаксиальные (второй самый большой).

### Итог
Allium telmatum тесно связан с Allium savii; оба имеют одинаковую экологию, число хромосом и некоторые морфологические особенности. На самом деле, оба вида растут на прибрежных влажных почвах, они тетраплоидны (2n = 32) и демонстрируют очень похожую привычку, с одинаковым типом соцветия и формой цветка. Тем не менее, они различаются по некоторым морфологическим признакам, главным образом в отношении размера луковицы, расположения стебля, формы и размера листа, лопастных клапанов, листочков околоцветника, тычинок, завязи и капсулы.
Другие существенные различия касаются анатомии листьев и кариотипа. A. savii имеет листья характеризуются 1-слойной частоколообразной тканью с 10 сосудистыми пучками (иногда больше), губчатая ткань довольно компактная, с большими клетками в центральной части, иногда слегка свищевая, в то время как у A. telmatum частоколообразная ткань 2-слойная, сосудистых пучков обычно 19 (редко меньше), и губчатая ткань в значительной степени свищевая
в центральной части. Что касается кариотипа, A. savii имеет преимущественно метацентрические хромосомы, четыре хромосомы имеют микросателлиты на длинном плече, а три пары субметацентричны, в то время как A. telmatum показывает только две субметацентрические пары, и никаких явных микроспутников не наблюдается.

## Кариология
A. telmatum является тетраплоидным с 2n=4x=32. Кариотип имеет явно диплоидизированное расположение, поскольку хромосомы не могут быть сгруппированы в наборы из четырех одинаковых хромосом (квартеты), но они собираются в пары из двух гомологов. Кариотип характеризуется восемью более или менее метацентрическими парами хромосом, шесть пар близки к субметацентрическому типу (отношение плеч, превышающее 1.35) и две субметацентрические пары. Абсолютная длина хромосом колеблется в пределах 15±0,15 мкм до 7,2±0,06 мкм, в то время как отношение плеч варьируется от 1 до 1,71. Формулу кариотипа можно вывести следующим образом: 2n=4x=32: 4 М + 12 м + 12 см + 4 см.